# Delahaye Type 79
Der Delahaye Type 79 ist ein Lkw-Modell der Zwischenkriegszeit. Hersteller war Automobiles Delahaye in Frankreich.

## Beschreibung
Das Modell erhielt 1919 seine Typzulassung durch die nationale Behörde. Dies war auch das einzige Produktionsjahr. Es ist unklar, ob das Fahrzeug in Serienproduktion ging.
Der Ottomotor stammt vom Delahaye Type 59 und leistet 30 PS. Die Nutzlast beträgt 2 Tonnen.